# Difusió d'innovacions

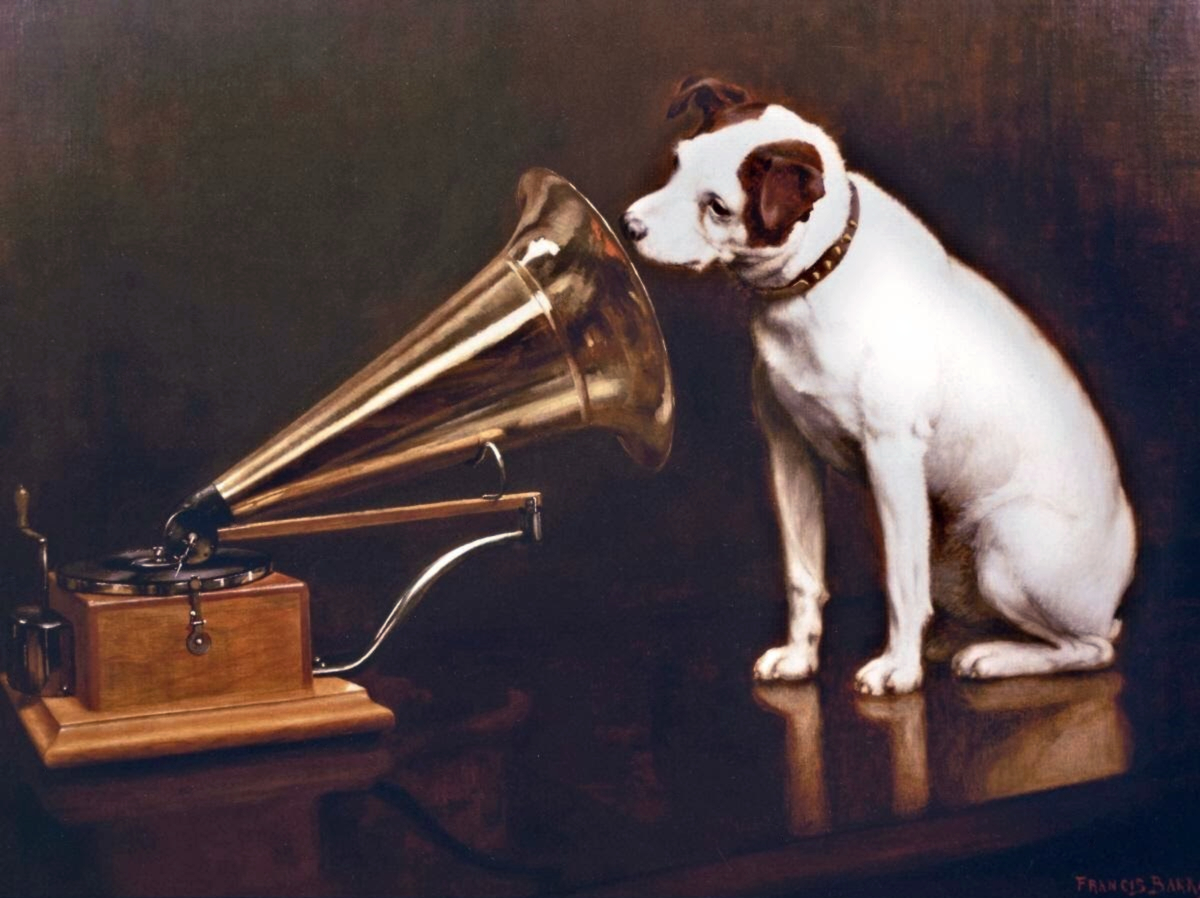
La difusió d'innovacions és una teoria que explica els processos de divulgació de noves notícies en diferents societats

La difusió d'innovacions és una teoria sociològica que intenta explicar com, per què i a quina velocitat es mouen les noves idees (i tecnologies) per les diferents cultures. El concepte, el planteja per primera volta el sociòleg francés Gabriel Tarde (1890) i els antropòlegs Friedrich Ratzel i Leo Frobenius. Aquesta idea, aplicada inicialment a l'epidemiologia en termes d'influència interna, la formulà H. Earl Pemberton. S'entén com una explicació sobre com una innovació es comunica per certs canals, al llarg del temps, entre els membres d'un sistema social, i com aquesta "nova idea" s'accepta i divulga entre els seus membres de la xarxa social. La teoria es feu molt popular gràcies al text d'Everett Rogers Diffusion of Innovations (1962). És un tipus especial de comunicació en què els missatges corresponen a noves idees, es va aplicar multitudinàriament en l'àrea del màrqueting.

## Història

Gràfic de la teoria de difusió d'innovacions

La recerca de la teoria de la innovació comença entre les dècades dels anys quaranta i cinquanta. Alguns estudis inicials enceten la recerca de difusió d'innovacions en agricultura en societats agrícoles. Un segle abans a Europa, el sociòleg Gabriel Tarde plantejà una teoria semblant anomenà "llei d'imitació". El concepte d'imitació de Tarde s'entén en la teoria d'innovacions com a adopció. Un altre dels pares de la teoria fou el sociòleg Georg Simmel, que descrigué la difusió de notícies en xarxes homofíliques.

## Principis de la teoria
L'element primordial n'és la innovació, que Rogers defineix com "una idea, praxi o objecte percebut per un individu com a nou". Així, si un individu copsa la idea com a nova, dins d'aquesta teoria aquesta idea serà una innovació. La novetat de la idea comunicada es planteja dins de l'àmbit de la difusió d'innovacions com a coneixement, persuasió o decisió sobre la seua adopció. L'adopció d'una innovació és clau en la teoria perquè resulta ser un tema d'incertesa (entenent la incertesa com la probabilitat associada a un conjunt d'alternatives, tal com les percep un observador) i així la divulgació d'una innovació tendeix a reduir-ne la incertesa. En certa manera, la difusió d'innovacions s'entén com un canvi social: en ser propagades les innovacions o notícies, en ser acceptades (o refusades) les estructures socials pateixen canvis a conseqüència de l'acte de difusió.
La difusió s'entén com una manera especial de comunicació en què els membres d'un sistema social transmeten noves idees. La novetat en la comunicació de la idea és el que proporciona a la difusió un caràcter especial. Com la difusió entesa com el procés pel qual una innovació és comunicada per certs canals al llarg del temps entre els membres d'un sistema social, cal tenir en compte cadascun dels elements definits.

### Innovació
La innovació en la teoria inclou una idea, praxi o objecte que es percep individualment com una cosa nova. El concepte d'innovació és purament subjectiu dins de l'individu, i quan rep la innovació es troba amb l'opció d'acceptar-la o refusar-la. Una innovació implica en l'individu una nova font de coneixement.
El procés de decisió davant la possibilitat d'acceptar una innovació és sobretot un processament d'informació i una motivació individual per a reduir la incertesa sobre els possibles avantatges o desavantatges de la innovació. La innovació sol contenir uns atributs captats per l'observador que li permeten decidir si l'adopta o no.

### Categories d'adoptants
En la teoria de difusió es diferencia entre els individus que accepten les innovacions en els primers instants de l'emissió i els que ho fan en etapes posteriors. Així, s'estableixen cinc categories d'adoptants en funció del temps que requereixen per adoptar una innovació. Les categories d'adoptants són: els innovadors, els primers adoptantes, la majoria precoç, la majoria ressagada i els tradicionals.

### Canals de comunicació
La comunicació és el procés pel qual els individus creen i comparteixen informació entre si per tal d'arribar a una comprensió mútua. La difusió, entesa sota la teoria, és un tipus particular de comunicació en què el missatge correspon a una notícia o novetat. El canal en la teoria de la comunicació és el mitjà pel qual es transmet la innovació d'un individu a un altre. Els mitjans de comunicació massius són en l'actualitat els mitjans més ràpids de difusió d'innovacions, de relació interpersonal (el cara a cara), els més efectius. En els mitjans de comunicació interpersonal hi ha relacions d'homofília, és a dir, el grau pel qual un o més individus interaccionen amb certs atributs com poden ser les creences, l'educació, l'estatus socioeconòmic, etc. La tendència és que les notícies es propaguen pels mitjans interpersonals amb relacions d'homofília.

### Temps
El temps és un altre element a tenir en compte en la teoria. La velocitat amb què una innovació s'accepta en un sistema social és un índex de la seua acceptabilitat en aquesta societat. És l'anomenada velocitat d'adopció, que es mesura com una velocitat relativa (nombre d'individus que accepten la innovació i l'adopten) fins que un cert percentatge de la població adopte la innovació. Si es representa el nombre d'individus que adopten la idea en una gràfica de freqüència acumulada al llarg del temps, el resultat pot ser-ne una corba en forma de «S». Aquesta corba pot arribar a una asímptota, que indica quan el procés de difusió d'innovacions ha conclòs. Les innovacions que es propaguen ràpid tenen una forma en S allargada, mentre que les innovacions més resistents a ser acceptades mostren una forma més comprimida. La velocitat d'adopció d'una innovació depén també del sistema social: diferents sistemes socials tenen distintes velocitats d'adopció per a una mateixa innovació.

### Sistema social
Un sistema social es pot entendre com un conjunt d'individus interrelacionats, d'alguna manera es tracta d'una xarxa social. Els membres del sistema social poden ser individus o grups, organitzacions o subsistemes. La topologia de la xarxa influeix en la difusió de la novetat; per exemple, en una estructura social de xarxa lliure d'escala una innovació es pot divulgar fàcilment si l'accepten els seus hubs (dirigents).

## El procés de decisió
La recepció de la innovació per un individu genera una necessitat de prendre una decisió sobre si s'ha, o no, d'adoptar. El procés de presa de decisió no és un acte instantani, sol ser un procés que succeeix al llarg del temps i que transcorre al llarg de cinc activitats. La majoria dels investigadors de la teoria de la difusió esmenten aquests cinc passos: 
1. Coneixement - és el primer pas del procés i comença quan l'individu sap de l'existència, no sols de la innovació, sinó també de com funciona. Aquesta etapa és important en la distinció d'individus que adopten en etapes primerenques de la difusió, i els que ho fan en etapes ja més madures.
2. Persuasió - en aquesta etapa l'individu es forma una opinió favorable, o desfavorable, sobre la innovació.
3. Decisió - és l'etapa en què l'individu inicia una sèrie d'activitats per tal d'adoptar o rebutjar la innovació. Si decideix refusar-la, les dues etapes posteriors ja no s'executen.
4. Implementació - després d'acceptar la innovació, la incorpora a les activitats quotidianes.
5. Confirmació - és una activitat en què un individu busca reforç sobre la decisió ja presa.